# Número de Fresnel

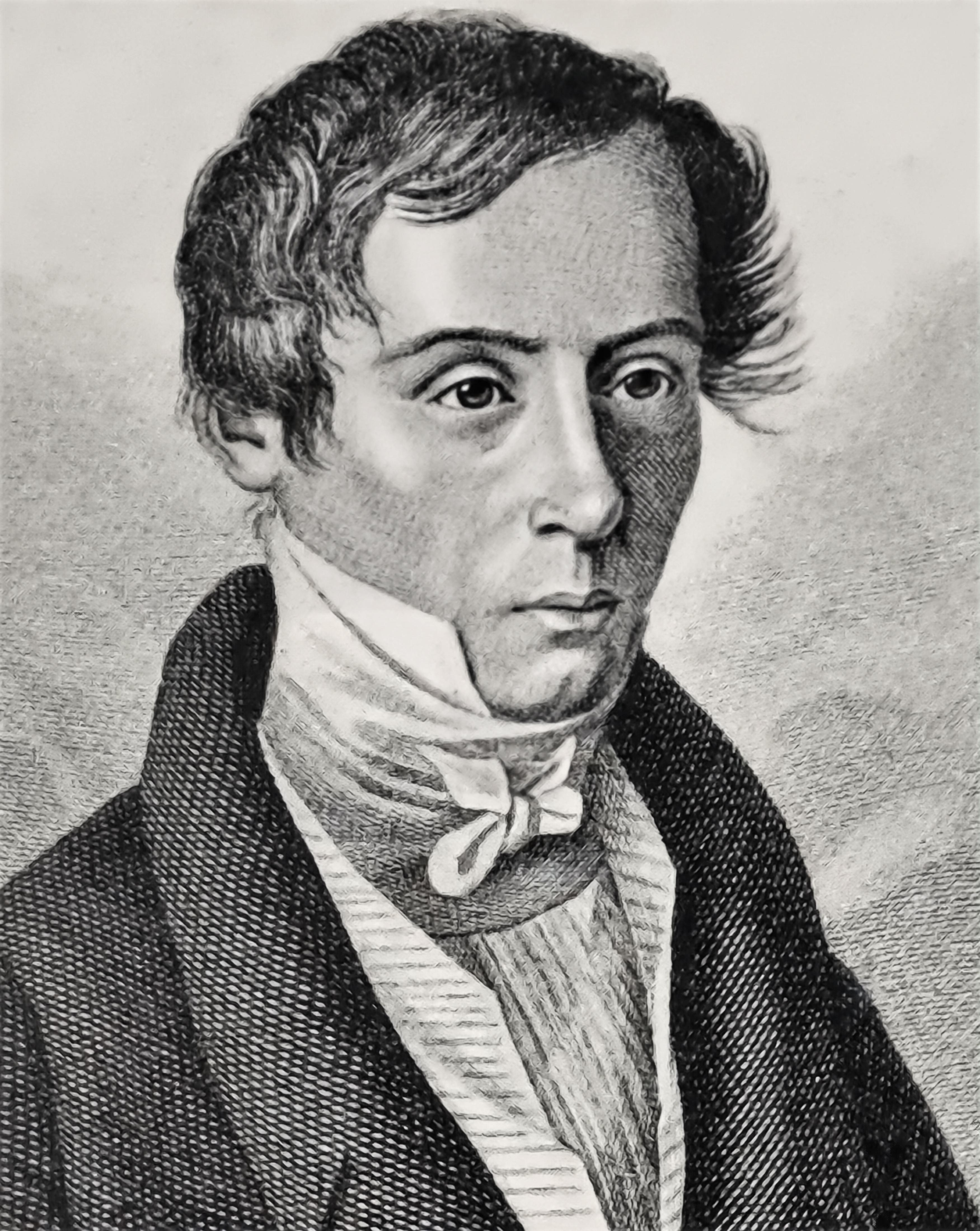
Augustin Fresnel

En óptica, el número de Fresnel (F), es un número adimensional que se utiliza particularmente en la difracción de las ondas electromagnéticas.

## Etimología
Llamado así por el físico Augustin-Jean Fresnel.

## Descripción
Para una onda electromagnética que atraviesa una apertura e impacta sobre una pantalla, el número de Fresnel F se define como:
| Símbolo                  | Nombre                                        | Unidad |
| ------------------------ | --------------------------------------------- | ------ |
| {\displaystyle F}        | Número de Fresnel                             |        |
| {\displaystyle \lambda } | Longitud de onda                              | m      |
| {\displaystyle a}        | Tamaño (por ejemplo el radio) de la apertura  | m      |
| {\displaystyle L}        | Distancia desde la apertura hasta la pantalla | m      |

Conceptualmente, es el número de zonas de período medio en la amplitud del frente de onda, contado desde el centro del borde de la apertura, como se ve desde un punto de observación (el centro de la pantalla de imagen), donde la zona del período medio está definida así la fase del frente de onda cambia por {\displaystyle \pi } cuando se mueve desde una zona de período medio a otra.
Una definición equivalente es que el número de Fresnel es la diferencia, expresada en longitud de onda media, entre la distancia inclinada desde el punto de observación al borde de apertura y la distancia ortogonal desde el punto de observación al centro de apertura.

## Aplicación
El número de Fresnel es un concepto en óptica física. El número de Fresnel establece un criterio de curso para definir las aproximaciones de campo cercano o alejado. Esencialmente. Si, el número de Fresnel es pequeño (menos que 1), el haz se dice que está en el campo alejado. Si, el número de Fresnel es mayor a 1, el haz se dice que está en el campo cercano. Sin embargo, este criterio no depende en ninguna medida actual de las propiedades del frente de onda en el punto de observación.
El método del espectro angular es un método de aproximación. Esta aproximación trabaja bien cuando en el punto de observación, la distancia de la apertura es del mismo orden como la medida de la apertura. Este régimen de propagación satisface:  {\displaystyle F\gg 1}.
La correcta aproximación para la propagación en el campo cercano es la Difracción de Fresnel. Esta aproximación trabaja bien en el punto de observación de distancia a la apertura es muy grande en comparación a la medida de apertura. Este régimen de propagación verifica: {\displaystyle F\sim 1}.
Finalmente, una vez en el punto de observación, la distancia a la apertura es mucho mayor que la medida de la apertura, la propagación llega a ser bien descrita por la Difracción de Fraunhofer. Este régimen de propagación verifica: {\displaystyle F\ll 1}.

### El haz piloto gausiano
Otro criterio llamado haz piloto gausiano permite definir condiciones de campo cercano y alejado, consiste en medir la curvatura de superficie del frente de onda actual para un sistema no aberrado. En este caso el frente de onda es plano en la posición del punto de apertura, cuando el haz es colimado, o en su foco cuando el haz es convergente / divergente. En detalle, en una cierta distancia de la apertura (el campo cercano), la cantidad de curvatura del frente de onda es bajo. Fuera de esta distancia (el campo alejado), la cantidad de curvatura del frente de onda es alto. Este concepto se aplica equivalentemente cercano al foco.
Este criterio, primeramente descrito por G.N. Lawrence y ahora adoptado en códigos de propagación como PROPER, permite a uno determinar el reino de aplicación aproximaciones de campo cercano y alejado tomando en cuenta la forma de superficie del frente de onda en el punto de observación, para muestrear su fase sin aliasing. Este criterio es llamado haz piloto gausiano y fija el mejor método de propagación (entre espectro angular, difracción de Fresnel y de Fraunhofer), mirando el comportamiento de un haz gausiano pilotado desde la posición de apertura y el punto de observación.
Las aproximaciones de campo cercano y alejado están fijas por el cálculo analítico de la longitud de Rayleigh del haz gausiano y por su comparación con la distancia de propagación de entrada / salida. Si la razón entre la distancia de propagación entrada / salida y la longitud de Rayleigh retorna {\displaystyle \leq 1}, la superficie del frente de onda se mantiene cerca de plana a lo largo de su recorrido, lo que significa que ninguna muestra reescalada es solicitada para la medición de fase. En este caso el haz se dice ser campo cercano en el punto de observación y el método de espectro angular es adoptado para la propagación. De lo contrario, una vez la razón entre distancia de propagación entrada / salida y el haz piloto gausiano de rango Rayleigh retorna a {\displaystyle >1}, la superficie del frente de onda toma curvatura a lo largo del recorrido. En este caso una reescalada del muestreo es obligatorio para una medición de la fase, previniendo aliasing. El haz se dice ser campo alejado en el punto de observación y la difracción Fresnel es adoptada para la propagación. La difracción Fraunhofer retorna entonces a ser caso asintótico que aplica solo cuando la distancia de propagación entrada / salida es suficientemente grande para considerar el término cuadrático de fase, entre la integral de difracción Fresnel, independientemente despreciable a la curvatura actual del frente de onda en el punto de observación.